# ستيفن ريتشاردز (قاتل متسلسل)
ستيفن ريتشاردز (بالإنجليزية: Stephen Richards) هو قاتل متسلسل أمريكي، ولد في 18 مارس 1856 في ويلينغ في الولايات المتحدة، وتوفي في 15 يناير 1879 في ميندن في الولايات المتحدة بسبب شنق.